# Публий Требоний
Пу́блий Требо́ний (лат. Publius Trebonius; V — IV века до н. э.) — римский политический деятель из плебейского рода Требониев, военный трибун с консульской властью 379 года до н. э.
Публий Требоний стал одним из пяти военных трибунов-плебеев в коллегии 379 года до н. э., включавшей восемь человек. Двое его коллег-патрициев, превосходивших остальных знатностью и влиянием, Публий Манлий Капитолин и Гай Манлий Вульсон, добились без жеребьёвки самого почётного назначения, на войну с вольсками. О деятельности Публия Требония известно только, что он в числе прочих плебейских магистратов обеспечил, по словам Тита Ливия, «домашнее спокойствие».